# Kapellerlaan 48A
Kapellerlaan 48A is een voormalig schildersatelier (tegenwoordig in gebruik als woonhuis) in Roermond.

## Geschiedenis
Het atelier werd gebouwd in opdracht van de Roermondse schilder Albin Windhausen. Deze kocht in 1897 een stuk grond aan de Kapellerlaan, kadastraal bekend als perceel C419. Op 26 mei 1897 werd de bouw van ‘een nieuw groot schildersatelier’ op een gedeelte van dit perceel aangekondigd in dagblad de Limburger Koerier. Op 3 juni 1897 diende de architect, Henri Delsing, een aanvraag in bij de gemeente Roermond voor het krijgen van een bouwvergunning. Wanneer het gebouw voltooid werd is onbekend. In de literatuur wordt vermeld dat Albin Windhausen in 1901 aan de Kapellerlaan een atelier voor religieuze kunst begon, samen met zijn jongere broer, Paul. In 1898, dus tijdens of na de bouw van het atelier, liet Albin Windhausen ook een woonhuis bouwen op hetzelfde perceel, Kapellerlaan 48, dat ontworpen werd door architect Jean Speetjens.
Het atelier is relatief groot met zowel op de begane grond als op de eerste verdieping atelierruimte. Beide broers werkten tot omstreeks 1930 samen in dit atelier, waar ze naast altaarstukken en ander religieus werk ook zo'n 50 kruiswegen schilderden. Omstreeks 1930 eindigde hun samenwerking en vertrok Paul naar de binnenstad van Roermond.
Tegen het einde van Windhausens leven, in 1946, werd het atelier door architect Jo Turlings tot woonhuis verbouwd en van het woonhuis gescheiden. Van 1946 tot omstreeks 1950 had Turlings hier zijn bureau. Van omstreeks 1950 tot omstreeks 1980 woonde hier het echtpaar Koos Schreuders en Rosa Timmermans.

## Bijzonderheden
Het atelier is uitgevoerd in Oud-Hollandse stijl en bezat oorspronkelijk grote raampartijen op het noorden. Hiervoor werd het gebouw ten opzichte van het rechthoekige perceel schuin (onder een hoek van ongeveer 45°) geplaatst zodat de muren precies noord-zuid en west-oost georiënteerd zijn. Aan de zuidgevel bevindt zich een trappenhuis met bovenin aan de buitenkant een beeldhouwwerk van een man met tulband, dat afkomstig zou zijn uit het atelier van Cuypers. In de jaren 50 werden in de bovenlichten van de twee grote ramen op het noorden twee glas in loodramen geplaatst met de afbeeldingen van Koos Schreuders (als apotheker) en Rosa Timmermans (als onderwijzeres).

## Afbeeldingen van de Rijksdienst voor het Cultureel Erfgoed

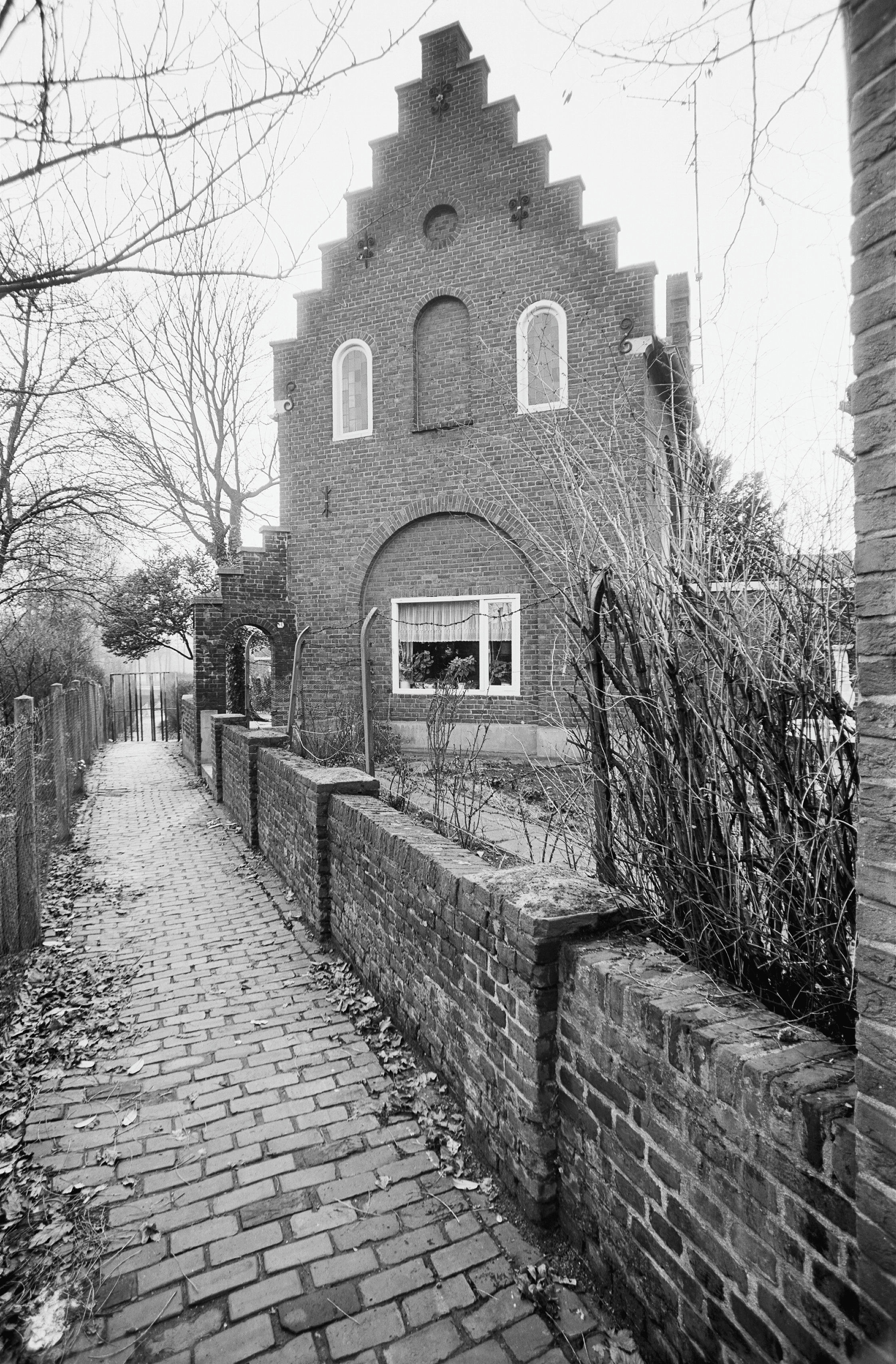
Maart 1979
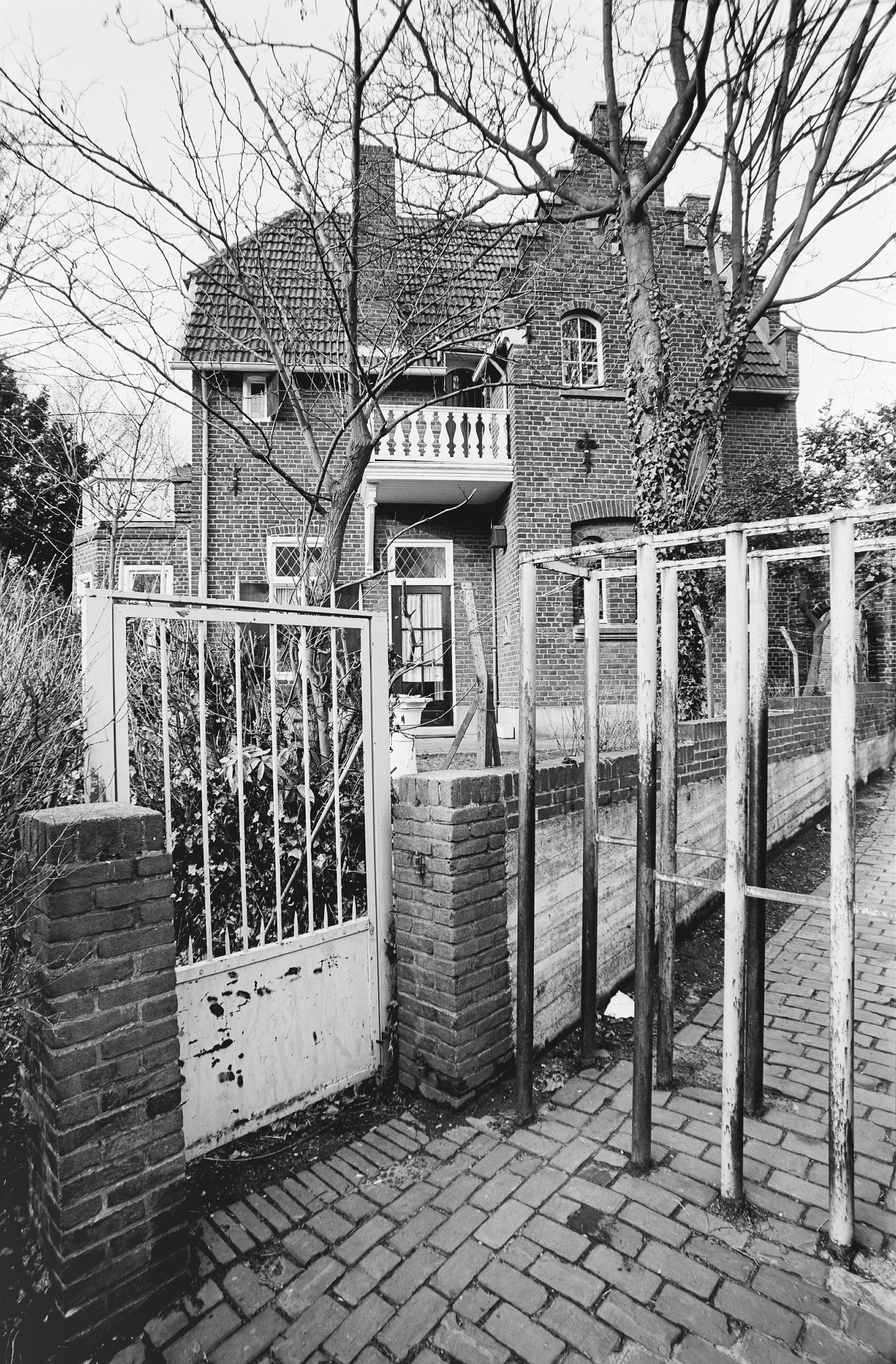
Maart 1979
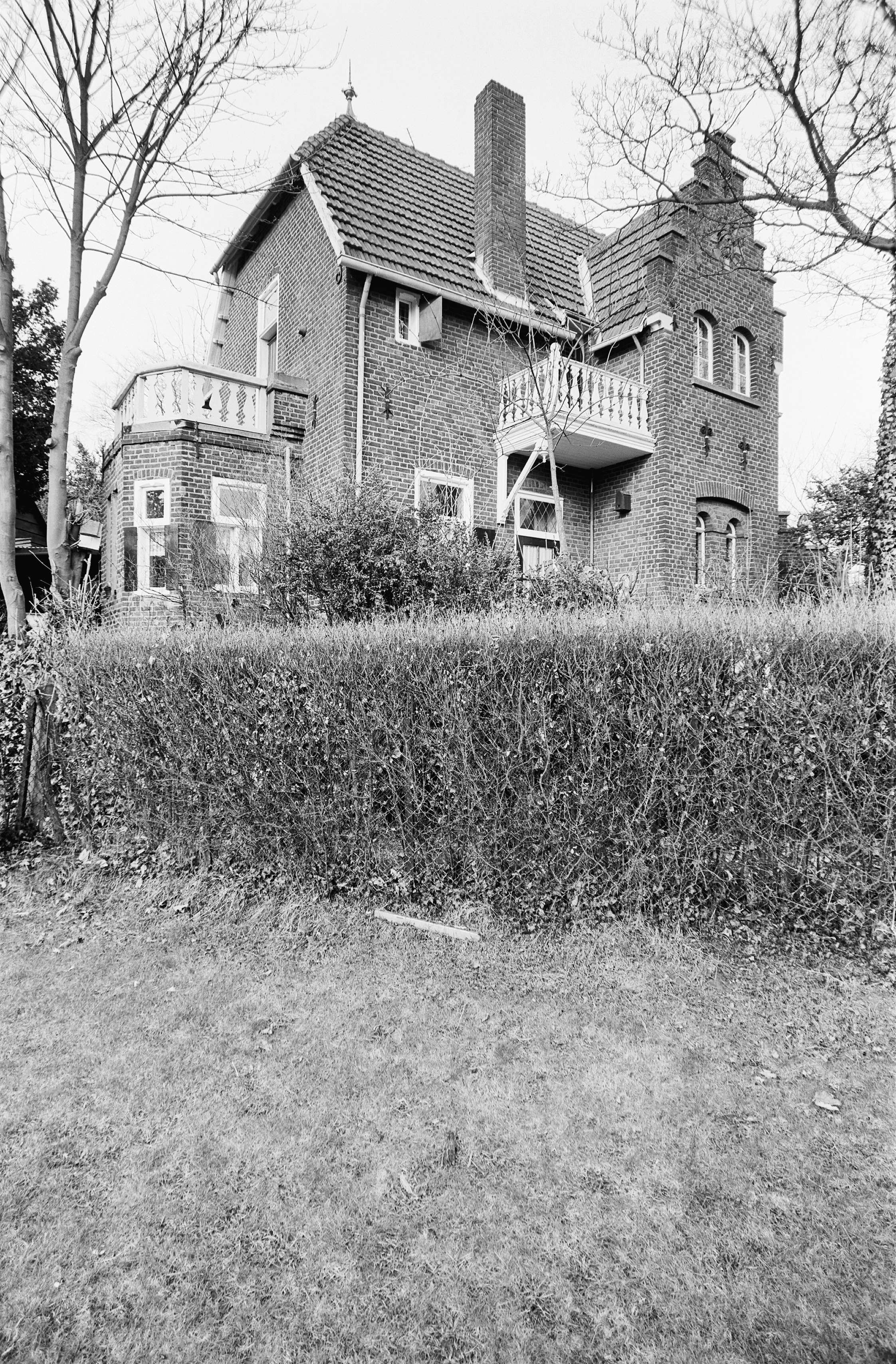
Maart 1979
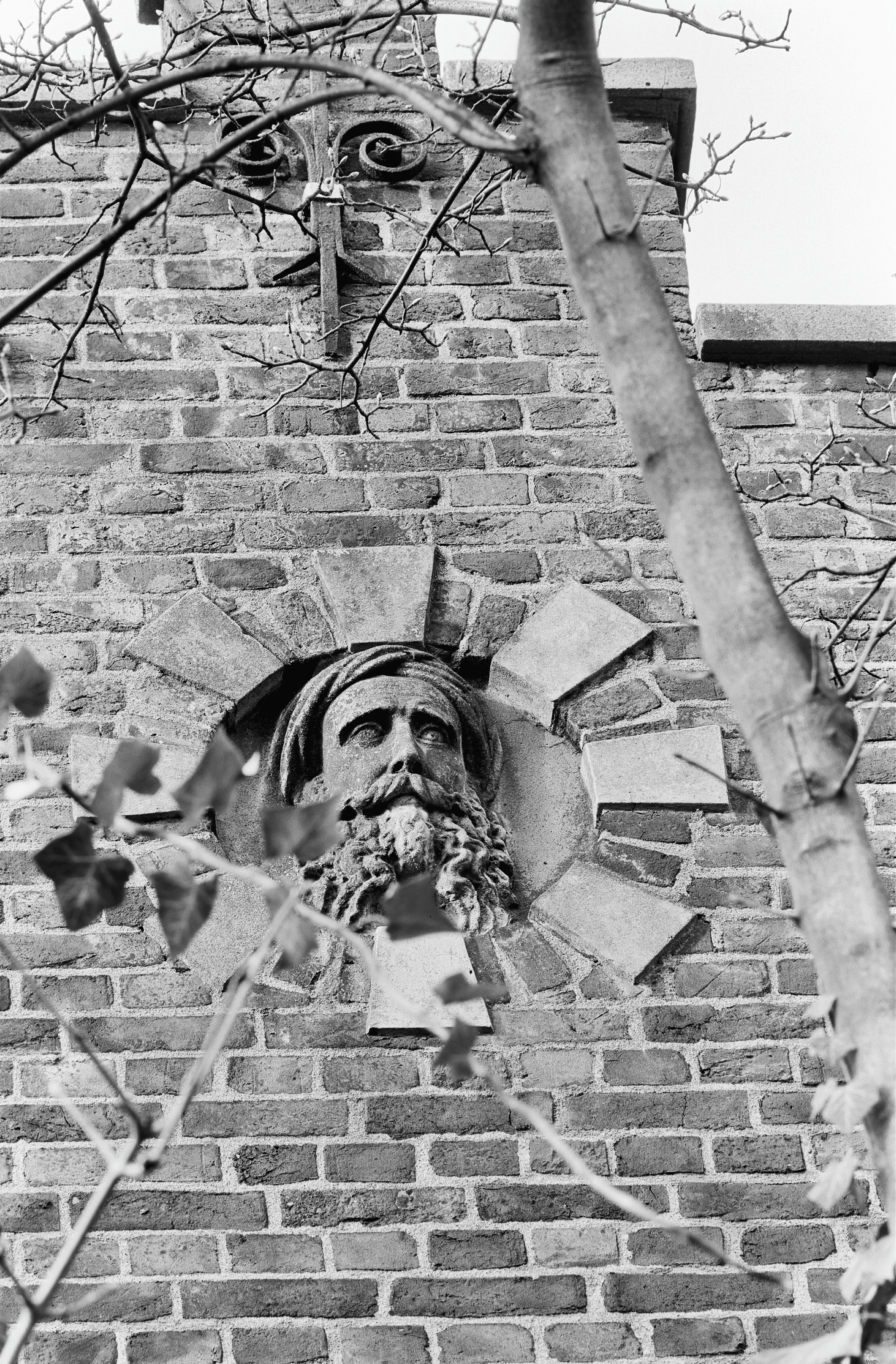
Maart 1979